# 3142 Kilopi
3142 Kilopi (mednarodno ime je tudi 3142 Kilopi) je asteroid v asteroidnem pasu. 

## Odkritje
Asteroid je odkril francoski astronom André Patry ( 1902 – 1960) 9. januarja 1937 v Nici.. 
Ime je paronomazija (besedna igra), ki pomeni 1000 π (kilo π = 3142).

## Lastnosti
Asteroid Kilopi obkroži Sonce v 4,08 letih. Njegova tirnica ima izsrednost 0,088, nagnjena pa je za 14,188° proti ekliptiki .
O asteroidu je zelo malo znanega.